# Нефёдовская (Вельский район)
Нефёдовская — деревня  в Вельском районе Архангельской области. Входит в состав Муниципального образования «Шадреньгское».

## География
Деревня расположена в южной части Архангельской области, в таёжной зоне, в пределах северной части Русской равнины, в 10 километрах на северо-запад от города Вельска по автомобильной дороге Вельск-Комсомольский, на левом берегу реки Вель притока Ваги. Ближайшие населённые пункты: на юге деревня Александровская, на севере деревня Березнинская.
Часовой пояс
Нефёдовская, как и вся Архангельская область, находится в часовой зоне МСК (московское время). Смещение применяемого времени относительно UTC составляет +3:00.

## Население
| 2002 | 2010 | 2012 | 2014 |
| ---- | ---- | ---- | ---- |
| 34   | ↗41  | ↗44  | ↗52  |

## История
Указана в «Списке населённых мест по сведениям 1859 года» в составе Вельского уезда(2-го стана) Вологодской губернии под номером «2532» как «Нефедовская». Насчитывала 6 дворов, 18 жителей мужского пола и 17 женского. 
В материалах оценочно-статистического исследования земель Вельского уезда упомянуто, что в 1900 году в административном отношении деревня входила в состав Ракульского сельского общества Устьвельской волости. На момент переписи в селении Нефедовское(Погостъ) находилось 9 хозяйств, в которых проживало 25 жителей мужского пола и 26 женского.
В деревне находилась Ракульская Михайло-Архангельская церковь - одноэтажная кирпичная церковь 1831 года постройки. Разрушена в 1950-х годах, в ноябре 2017 года на месте разрушенного храма установлен поклонный крест.